# Tipula (Yamatotipula) subprotrusa
Tipula (Yamatotipula) subprotrusa is een tweevleugelige uit de familie langpootmuggen (Tipulidae). De soort komt voor in het Palearctisch gebied.